# Гадоло, Билл
Вилиаме Титоко «Билл» Гадоло (англ. Viliame Titoko "Bill" Gadolo, родился 1 мая 1977) — фиджийский регбист и регбийный тренер, игравший на позиции хукера, действующий главный тренер сборной Фиджи из игроков не старше 20 лет.

## Игровая карьера
По образованию учитель, преподавал в школе Ят Сен. Гадоло выступал в розыгрыше Кубка Digicel на Фиджи за команды «Сува» и «Нандронга», а также за клуб «Сува Хайлендерс» в Колониальном кубке. В 2004 году с командой «Сува» вышел в полуфинал Кубка Digicel. В 2008 году сыграл в чемпионате Германии за клуб «Франкфурт 1880» и помог ему впервые с 1925 года выиграть чемпионат Германии.
В сборной Фиджи до 21 года в 1999 году сыграл матч против сборной Австралии до 19 лет и одержал победу. Дебютировал за основную сборную Фиджи в тест-матче 20 мая 2000 года против Японии в Токио. В июне 2002 года в составе второй сборной участвовал в турне по Квинсленду, а также сыграл в матчах против Тонга в отсутствие травмированных Исайи Расилы и Грега Смита. Участник чемпионатов мира 2003 и 2007 годов в составе сборной Фиджи.

## Тренерская карьера
В 2015 году стал тренером сборной Фиджи до 20 лет, выразив намерение вернуться с командой на чемпионат мира после вылета сборной из высшего дивизиона в 2014 году в Новой Зеландии. В 2017 году приглашался в сборную по регби-7 для тренировки схваток.